# マロン (植物)

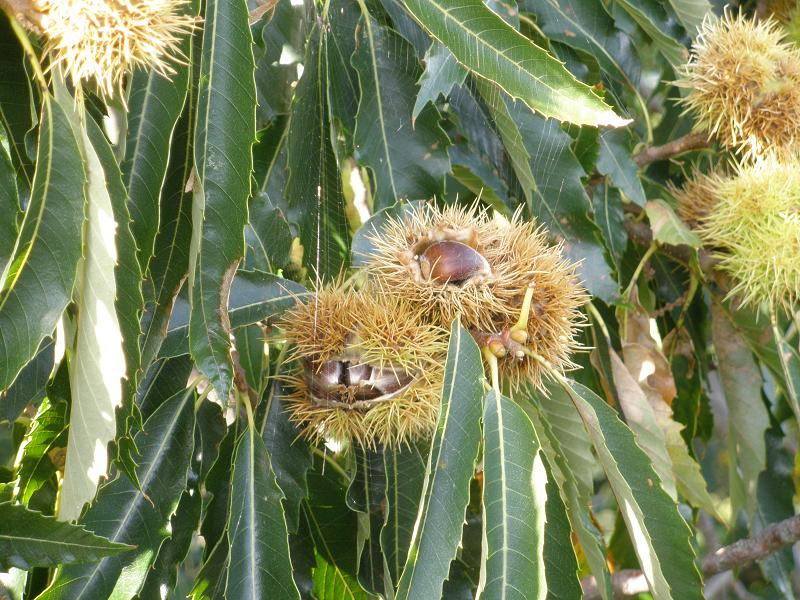
シャテニエの結実。

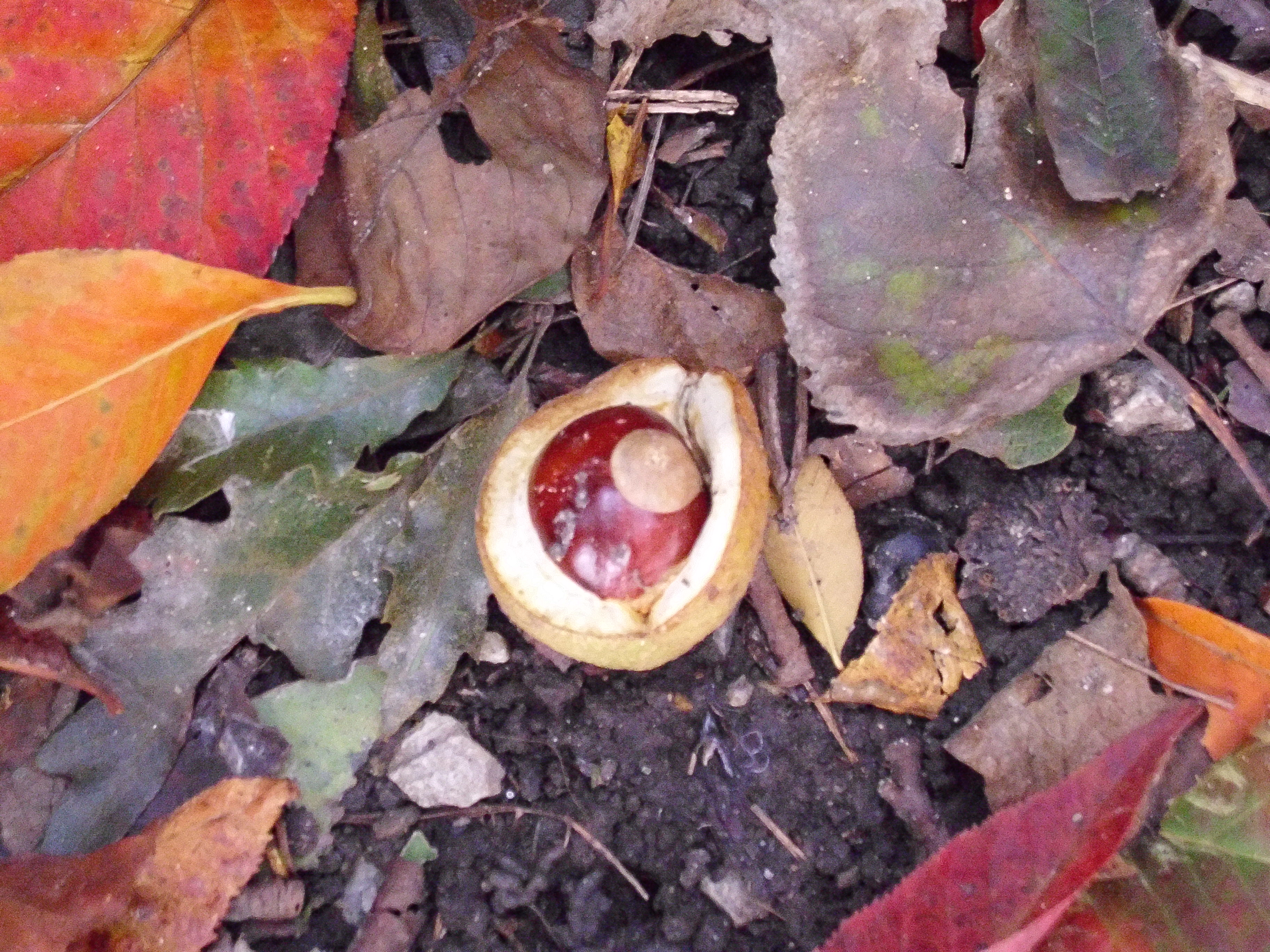
セイヨウトチノキの実。

マロン（仏: marron）は、フランス語で、ブナ科クリ属の木であるシャテニエ（仏: châtaignier、ヨーロッパグリ、学名 Castanea sativa）の実、または、トチノキ科トチノキ属の木であるマロニエ（marronnier、セイヨウトチノキ、学名 Aesculus hippocastanum）の実のことである。通常マロンと呼ばれるのは、シャテニエの実、つまりクリである。ただし、シャテニエの実はシャテーニュ (仏: châtaigne) とも呼び、使い分けられる。概して日本のクリのように毬の中に2個から3個の小さな種子が入っているのがシャテーニュ、1つの大きな種子が入っているのがマロンと呼ばれる。マロングラッセに使われるのはマロンである。シャテーニュは皮を剥くのが大変で食べにくいため、一部はペーストやパウダーに加工されるが、そうしたシャテーニュを原料とした加工食品も「マロン何々」と呼ばれることが多い。マロニエの実は、マロン・ダンド（仏: marron d'Inde、インドのマロン）とも呼ぶ。弱毒のサポニンを含み、普通食用にはされない。なお英語で栗色を表すマルーン（maroon）はフランス語のマロン（marron）に由来する。